# Okka Rau

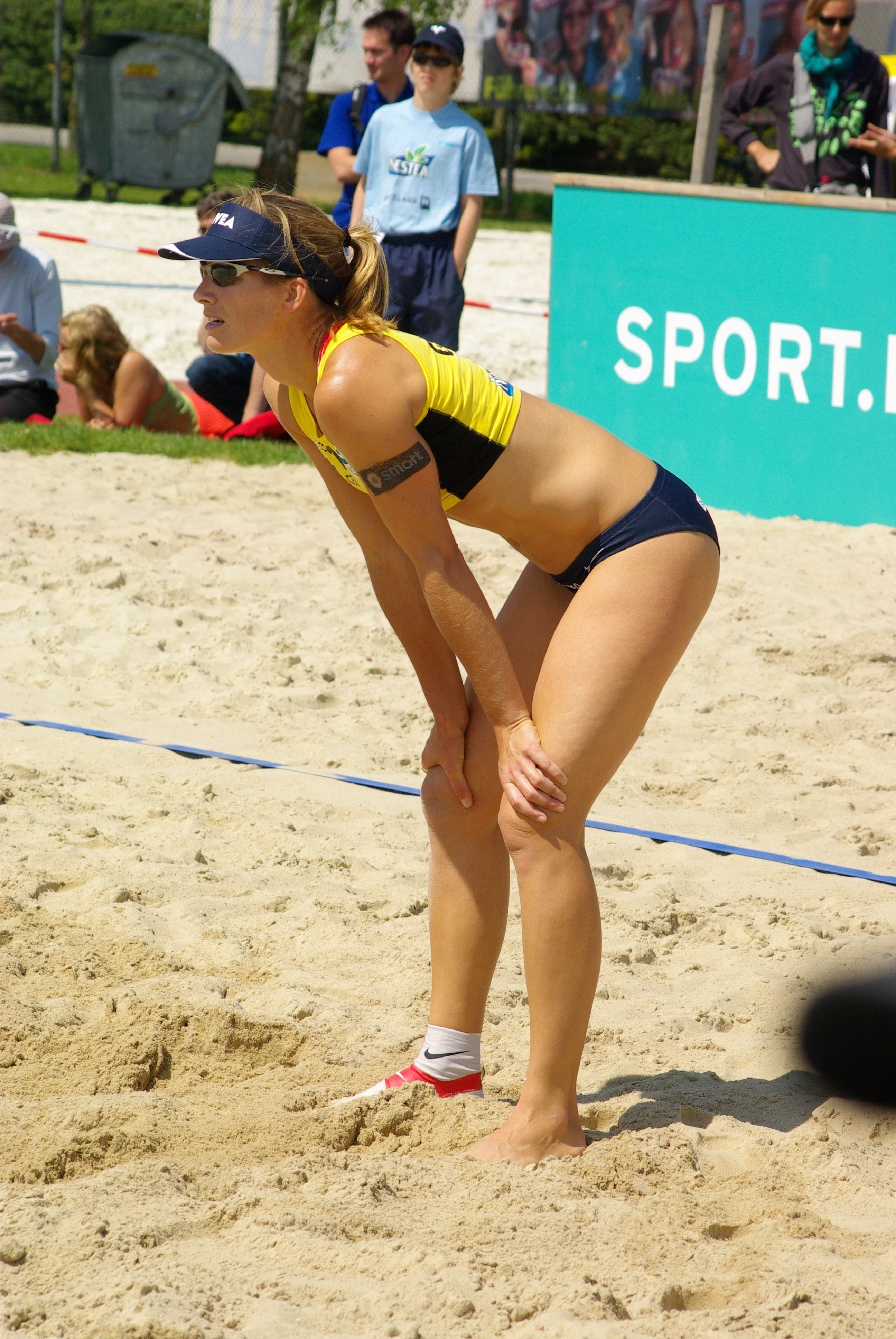
Rau bij de Austrian Masters in Sankt Pölten (2008)

Okka Rau-Schmeckenbecher (Leer, 5 januari 1977) is een voormalig Duits beachvolleyballer. Met Stephanie Pohl werd ze eenmaal Duits kampioen en won ze een gouden en bronzen medaille bij de Europese kampioenschappen. Daarnaast namen ze twee keer deel aan de Olympische Spelen. Bovendien werd Rau vijfmaal tot Duits beachvolleyballer van het jaar verkozen.

## Carrière

### 2000 tot en met 2004
Rau begon in 1996 met volleyballen in de zaal en op het strand. In 2000 debuteerde ze bij het Open-toernooi van Berlijn met Mireya Kaup in de FIVB World Tour. In oktober datzelfde jaar deed Rau met Stephanie Pohl – met wie tot het einde van haar loopbaa zou spelen – mee aan het Open-toernooi van Fortaleza. Het daaropvolgende seizoen won het duo een bronzen medaille bij de Duitse kampioenschappen in Timmendorfer Strand. Bij de WK in Klagenfurt werden ze in de zestiende finale uitgeschakeld door het Australische tweetal Kylie Gerlic en Angela Clarke. Internationaal namen ze verder deel aan acht toernooien met onder meer een zevende (Osaka) en twee negende plaatsen (Gstaad en Marseille) als resultaat. Bovendien deden Rau en Pohl mee aan de Goodwill Games in Brisbane. In 2002 was het duo actief op tien toernooien in de mondiale competitie. Daarbij kwamen ze tot twee vijfde (Madrid en Osaka) en vijf negende plaatsen. Bij de EK in Bazel strandden ze in de vierde ronde van de herkansing tegen de Noorsen Susanne Glesnes en Kathrine Maaseide. In eigen land wonnen ze de nationale titel ten koste van Susanne Lahme en Danja Müsch.
Het jaar daarop werden Rau en Pohl in Alanya Europees kampioen door hun landgenoten Andrea Ahmann en Jana Vollmer in de finale te verslaan. In aanloop naar de WK in Rio de Janeiro speelden ze verder tien internationale wedstrijden, waarbij ze driemaal als vijfde eindigden (Berlijn, Marseille en Los Angeles). In Rio bereikte het duo de achtste finale die verloren werd van de Amerikaansen Jenny Jordan en Annett Davis. Van 2001 tot en met 2003 werd Rau verder drie keer op rij verkozen tot Duits beachvolleyballer van het jaar. In 2004 namen Rau en Pohl deel aan tien toernooien in de World Tour. Ze behaalden daarbij drie zevende (Shanghai, Stavanger en Mallorca) en twee negende plaatsen (Fortaleza en Klagenfurt). Bij de EK in eigen land verloren ze in de kwartfinale van Glesnes en Maaseide en bij de NK werden ze tweede achter Rieke Brink-Abeler en Hella Jurich. Ze sloten het seizoen af met een vijfde plaats bij de Olympische Spelen in Athene, nadat ze de kwartfinale verloren van het Amerikaanse duo Holly McPeak en Elaine Youngs.

### 2005 tot en met 2009
Het daaropvolgende seizoen werden ze opnieuw Duits vice-kampioen, ditmaal achter Lahme en Müsch. Bij de WK in eigen land verloor het tweetal in de vierde ronde van de latere kampioenen Kerri Walsh en Misty May en werd het in de wedstrijd daarop uitgeschakeld door de Braziliaansen Adriana Behar en Shelda Bede. Bij de EK in Moskou wonnen Rau en Pohl de bronzen medaille door Simone Kuhn en Lea Schwer uit Zwitserland in de troostfinale te verslaan. Op mondiaal niveau deden ze verder mee aan acht toernooien met onder meer een derde plaats in Milaan en vijfde plaatsen in Gstaad en Espinho als resultaat. In 2006 behaalden ze bij acht toernooien een derde (Klagenfurt) en twee vierde plaatsen (Stavanger en Montreal). Bij de EK in Den Haag werd het tweetal in de laatste ronde van de herkansing uitgeschakeld door Nila Håkedal en Ingrid Tørlen uit Noorwegen. In eigen land wonnen ze brons bij de NK. In 2005 en 2006 werd Rau opnieuw verkozen tot beachvolleyballer van het jaar.
Het jaar daarop deden Rau en Pohl mee aan tien reguliere toernooien in het internationale beachvolleybalcircuit. Ze kwamen daarbij tot onder andere een vierde plaats in Kristiansand, twee vijfde plaatsen in Stavanger en Marseille en een zevende plaats in Warschau. Bij de WK in Gstaad eindigden ze eveneens op een gedeelde vijfde plaats, nadat de kwartfinale verloren werd van het Braziliaanse duo Larissa França en Juliana Felisberta. Ze sloten het seizoen af met een negende plaats bij de EK in Valencia nadat ze in de derde herkansingsronde werden uitgeschakeld door de Russinnen Natalja Oerjadova en Aleksandra Sjirjajeva. 
In 2008 namen Rau en Pohl in aanloop naar de Spelen deel aan negen toernooien in de World Tour. Ze boekten daarbij hun eerste overwinning – in Marseille – en eindigden verder tweemaal als vijfde (Berlijn en Stavanger). Bij de EK in eigen land bereikten ze de halve finale die verloren werd van hun landgenoten Sara Goller en Laura Ludwig; in de wedstrijd om het brons waren Glesnes en Maaseide vervolgens te sterk, waardoor ze als vierde eindigden. Bij het olympisch beachvolleybaltoernooi in Peking strandden Pohl en Rau in de achtste finale tegen Larissa França en Ana Paula Connelly uit Brazilië. Het seizoen daarop werd het duo bij de WK in Stavanger in de zestiende finale uitgeschakeld door het Chinese tweetal Zhang Xi en Huang Ying. Bij de negen overige toernooien in de mondiale competitie was een negende plaats in Klagenfurt het beste resultaat. In september speelden Rau en Pohl in Barcelona hun laatste internationale wedstrijd, waarna ze aan het eind van het seizoen beiden hun sportieve loopbaan beëindigden.

## Palmares
Kampioenschappen
- 2001:  NK
- 2002:  NK
- 2003:  EK
- 2003: 9e WK
- 2004:  NK
- 2004: 5e OS
- 2005: 9e WK
- 2005:  EK
- 2005:  NK
- 2006:  NK
- 2007: 5e WK
- 2008: 9e OS

FIVB World Tour
- 2005:  Milaan Open
- 2006:  Grand Slam Klagenfurt
- 2008:  Marseille Open

## Persoonlijk
Rau volgde de docentenopleiding voor Engels en sport en ging na het behalen van haar diploma aan de slag op een gymnasium in Tübingen. Sinds 2010 is ze getrouwd met oud-volleyballer Stefan Schmeckenbecher.